# Орфизм (искусство)

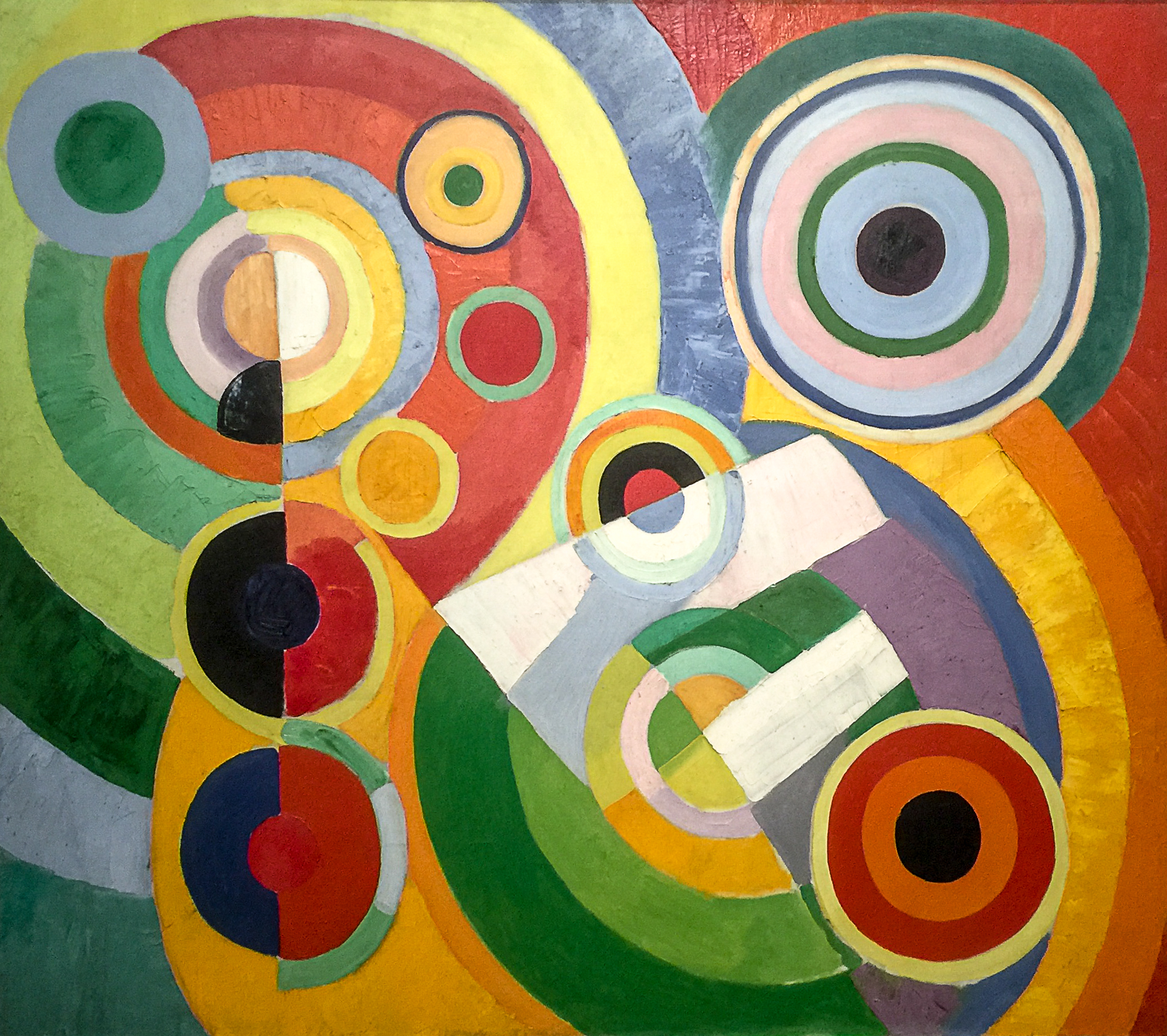
Р. Делоне. Бесконечные ритмы. Радость жизни. 1930. Национальный центр искусства и культуры им. Ж. Помпиду, Париж

Орфи́зм (фр. orphisme, от фр. Orpһée — Орфей) — течение в живописи французского постимпрессионизма 1910-х годов, образованное Робером Делоне, Франтишеком Купкой, Франсисом Пикабиа, Марселем Дюшаном. Генетически связан с кубизмом, футуризмом и экспрессионизмом.
Название дано в 1912 французским поэтом Гийомом Аполлинером на открытии выставки Робера Делоне в Берлине в 1912 г. За год до этого одним из первых поэтических сборников Аполлинера стал цикл стихотворных фрагментов «Бестиарий, или кортеж Орфея» («Le Bestiaire ou le cortège d’Orphée»). Аполлинер уподоблял воздействие живописи художников-новаторов музыке древнегреческого героя Орфея, который звуками своей лиры мог передвигать камни, усмирять волны, зачаровывать животных и растения.  И, хотя Роберу Делоне это название не нравилось, с лёгкой руки Апполинера термин прижился. Делоне называл свои композиции  «симультанными», т. е. основанными на одновременном контрасте тонов (вначале имелась ввиду одновременная работа красками и поэтическими текстами прямо на холсте или бумаге). Однако ритмичность и музыкальность симультанных картин, а также привлекательность имени античного героя вложили силу в новый термин .
Художники-орфисты стремились выразить динамику движения и музыкальность ритмов с помощью «закономерностей» взаимопроникновения основных цветов спектра и взаимопересечения криволинейных поверхностей. Ф. Купка, Ф. Пикабия и М. Дюшан входили также в группу «Золотое сечение». В 1913 г. М. Дюшан примкнул к дадаистам. Преодолев увлечения импрессионизмом, аналитическим кубизмом и пуантилизмом, Делоне нашел собственный метод создания «цветовых конструкций» из концентрических окружностей, арок, радуг, окрашенных в семь основных цветов по системе М.Э. Шеврёля. Мишель Эжен Шеврёль — французский химик. Много лет возглавлял техническую лабораторию мануфактуры Гобеленов в Париже, с 1824 г. был директором мануфактуры. В 1839 г. выпустил брошюру «О законе одновременного контраста цветов» («Loi du contraste simultané des couleurs»), предназначенную в помощь художникам и мастерам ковроткачества. В работе Шеврёля разъяснялись закономерности раздельного восприятия красок и их последующего «оптического смешения в глазу зрителя». Эта идея оказала значительное влияние на формирование творческого метода живописцев: импрессионистов и постимпрессионистов. Картины Делоне вызывали ощущение зрительного движения цветовых форм. Это, вероятно, имел в виду Аполлинер, когда давал название новому течению в живописи. Делоне был близок художникам объединения «Синий всадник», дружил с поэтами Г. Аполлинером, Б. Сандраром, живописцами В. В. Кандинским, А. Маке, Ф. Марком. Эссе  Делоне «О свете» («Lumière sur», 1912) в переводе П. Клее на немецкий язык  было опубликовано в журнале «Штурм» в 1913 г. Рядом с Робером Делоне работала его жена Соня Делоне-Терк (1885—1980). Она была родом с Украины, из Полтавской губернии, и также писала симультанные композиции. Соня Терк училась живописи самостоятельно в Германии и Франции. В 1910 г. вышла замуж за Робера Делоне. В 1914—1920 гг. Робер и Соня Делоне  жили в Испании и Португалии. В Испании супруги познакомились с С. П. Дягилевым. Робер создавал декорации для Русских балетных сезонов Дягилева. Соня  — автор декораций и костюмов для балета «Клеопатра»  на музыку А. С. Аренского (1918). По  возвращении в Париж,  в 1920 г. Соня Делоне открыла модное ателье. В 1925 г. участвовала в Международной выставке декоративных искусств и художественной промышленности в Париже. Она работала в книжной иллюстрации, создавала рисунки для тканей, модели платьев в «симультанном стиле». Занималась скульптурой, керамикой. Вместе с мужем участвовала в оформлении Всемирной выставки  1937 г. в Париже, для которой создала большое панно . 
Орфизм повлиял на русскую живопись в 1913—1914 годах через прямые контакты русских с самим Робером Делоне. Его влияние можно увидеть в работах  Аристарха Лентулова, Александры Экстер, Георгия Якулова и Александра Богомазова.